# Saint-Romain-le-Preux
Saint-Romain-le-Preux era una comuna francesa situada en el departamento de Yonne, de la región de Borgoña-Franco Condado, que el 1 de enero de 2016 fue suprimida al fusionarse con la comuna de Sépeaux, formando la comuna nueva de Sépeaux-Saint-Romain.

## Demografía
| Gráfica de evolución demográfica de Saint-Romain-le-Preux entre 1800 y 2013 |
|                                                                             |

Los datos demográficos contemplados en este gráfico de la comuna de Saint-Romain-le-Preux se han cogido de 1800 a 1999 de la página francesa EHESS/Cassini, y los demás datos de la página del INSEE.